# 呂特延湖
54°12′5.4″N 10°8′51.4″E / 54.201500°N 10.147611°E
呂特延湖（德語：Lütjensee），是德國的湖泊，位於該國北部石勒蘇益格-荷爾斯泰因州，由普倫縣負責管轄，面積0.1平方公里，平均水深2.5米，最大水深4.5米，水體容量27.6萬立方米，湖岸線長度1.3公里。